# Fauconnières
Fauconnières és un municipi francès situat al departament de la Droma i a la regió d'Alvèrnia-Roine-Alps. L'any 2007 tenia 3.351 habitants.

## Demografia

### Població
El 2007 la població de fet de Fauconnières era de 3.351 persones. Hi havia 1.222 famílies de les quals 221 eren unipersonals (84 homes vivint sols i 137 dones vivint soles), 426 parelles sense fills, 514 parelles amb fills i 61 famílies monoparentals amb fills.
La població ha evolucionat segons el següent gràfic:
Habitants censats

### Habitatges
El 2007 hi havia 1.303 habitatges, 1.234 eren l'habitatge principal de la família, 22 eren segones residències i 46 estaven desocupats. 1.205 eren cases i 96 eren apartaments. Dels 1.234 habitatges principals, 1.039 estaven ocupats pels seus propietaris, 179 estaven llogats i ocupats pels llogaters i 16 estaven cedits a títol gratuït; 4 tenien una cambra, 33 en tenien dues, 92 en tenien tres, 271 en tenien quatre i 834 en tenien cinc o més. 1.072 habitatges disposaven pel capbaix d'una plaça de pàrquing. A 415 habitatges hi havia un automòbil i a 778 n'hi havia dos o més.

### Piràmide de població
La piràmide de població per edats i sexe el 2009 era:
| Homes | Edats   | Dones |
| ----- | ------- | ----- |
| 0     | 95 o +  | 4     |
| 0     | 90 a 94 | 4     |
| 12    | 85 a 89 | 12    |
| 20    | 80 a 84 | 24    |
| 28    | 75 a 79 | 28    |
| 48    | 70 a 74 | 44    |
| 56    | 65 a 69 | 60    |
| 88    | 60 a 64 | 56    |
| 88    | 55 a 59 | 76    |
| 140   | 50 a 54 | 124   |
| 132   | 45 a 49 | 124   |
| 116   | 40 a 44 | 172   |
| 116   | 35 a 39 | 116   |
| 100   | 30 a 34 | 108   |
| 88    | 25 a 29 | 72    |
| 64    | 20 a 24 | 88    |
| 144   | 15 a 19 | 136   |
| 140   | 10 a 14 | 120   |
| 116   | 5 a 9   | 112   |
| 84    | 0 a 4   | 68    |

## Economia
El 2007 la població en edat de treballar era de 2.170 persones, 1.532 eren actives i 638 eren inactives. De les 1.532 persones actives 1.426 estaven ocupades (755 homes i 671 dones) i 105 estaven aturades (52 homes i 53 dones). De les 638 persones inactives 248 estaven jubilades, 196 estaven estudiant i 194 estaven classificades com a «altres inactius».

### Ingressos
El 2009 a Fauconnières hi havia 1.306 unitats fiscals que integraven 3.623 persones, la mediana anual d'ingressos fiscals per persona era de 21.082 €.

### Activitats econòmiques
Dels 193 establiments que hi havia el 2007, 1 era d'una empresa extractiva, 2 d'empreses alimentàries, 7 d'empreses de fabricació de material elèctric, 14 d'empreses de fabricació d'altres productes industrials, 30 d'empreses de construcció, 40 d'empreses de comerç i reparació d'automòbils, 5 d'empreses de transport, 12 d'empreses d'hostatgeria i restauració, 4 d'empreses d'informació i comunicació, 7 d'empreses financeres, 7 d'empreses immobiliàries, 27 d'empreses de serveis, 24 d'entitats de l'administració pública i 13 d'empreses classificades com a «altres activitats de serveis».
Dels 47 establiments de servei als particulars que hi havia el 2009, 1 era una oficina de correu, 4 tallers de reparació d'automòbils i de material agrícola, 1 autoescola, 7 paletes, 6 guixaires pintors, 4 fusteries, 6 lampisteries, 4 electricistes, 1 empresa de construcció, 3 perruqueries, 6 restaurants, 2 agències immobiliàries, 1 tintoreria i 1 saló de bellesa.
Dels 11 establiments comercials que hi havia el 2009, 2 eren supermercats, 2 grans superfícies de material de bricolatge, 2 fleques, 1 una llibreria, 1 una botiga d'electrodomèstics, 2 botigues de mobles i 1 una floristeria.
L'any 2000 a Fauconnières hi havia 48 explotacions agrícoles que ocupaven un total de 1.530 hectàrees.

## Equipaments sanitaris i escolars
L'únic equipament sanitari que hi havia el 2009 era una farmàcia.
El 2009 hi havia 1 escola maternal i 3 escoles elementals.

## Poblacions més properes
El següent diagrama mostra les poblacions més properes.